# 帛遠
帛遠，字法祖，本姓萬氏，河內人(約今日河南黃河以北地區)。父親威達，以通儒博雅聞名於當代。 主要活動於西晉時期，在關中（今陝西省地方）進行譯經弘法的事業。綜觀西晉佛教的傳播重點，主要還是以譯經為主。 佛典譯注的焦點仍承襲後漢、三國的佛教義學風氣，以方等  、般若为正宗，譯經水平未達到信達雅的成熟程度，後世研學的人不多。

## 生平簡介
州府知道帛遠有賢才，多次徵召，皆不赴命。倒是悟道的心意在少年時期的帛遠身上早已悄悄萌芽，於是便言辭懇切，祈請父親，允許他出家，言辭懇切，父親改變不了志心已定的他，於是法祖遂了心意，出家為僧，法號帛遠。
帛遠才思敏捷，聰明絕倫，每天誦經多達八九千字，對於方等經(大乘佛經)的研究，精細入微。也通讀世俗經典，博學賅涉。在長安建築精舍，以講習佛經為業，隨學者有千人之眾。
晉惠帝末年，太宰河間王顒，鎮守關中，對帛遠非常敬重，以師友的禮節待之，虛心受教。每有空暇，夜深人靜的時刻，兩人便聚在一起談論道德學問。
帛遠見當時群雄爭鬥，干戈四起，為保有自己的正直的操行，於是乎想隱於隴山以西地區。由於當時張輔擔任秦州刺史，鎮守隴上，順道與之同行。由於帛遠的聲望德行聞名於世，張輔便想讓他還俗，當他的僚佐。只是帛遠一心向道，堅志不移，因此兩人結下怨恨。在此之前，秦州人管番，多次與帛遠辯論，卻屢屢敗在其手下，因此管番懷恨在心，多次在張輔面前進讒言，誣陷帛遠。當法祖走到汧縣時，忽然對同行的和尚及弟子們說幾天之內，前世冤對就要了結。於是向大眾辭別，寫了一封書信，並將經書、佛像和身上的資財都分給眾人。第二天早上，帛遠與張輔談話，話不投機，得罪張輔而被抓起來受刑，眾人覺得奇怪、惋惜之際。帛遠說這為了了結前世宿命所結的冤對，並不是為現在的事情。說完，大呼十方佛菩薩，稱自己前世的罪孽因緣，今世歡喜了結，希望從此以後與張輔之間沒有任何怨恨，結為朋友，也不要讓他戴上殺人的罪名。便受鞭刑五十下而死。張輔後來知道了法祖臨死前說的這一番話，內心感到遺憾。由於帛遠傳道教化的聲譽，遍傳關中、隴西一帶，人們對帛遠視若神明，因此帛遠被害的訊息傳出後，漢人、異族都悲痛異常。隴西的羌族等，本要派出五千精銳騎兵，迎接帛遠到來，在半途得知遇害的訊息後，悲恨萬分，群情激憤，誓言要為其報仇。張輔聞訊，遣兵抗敵。當時天水人富整，趁勢殺了張輔，羌族感到怨恨已報而退兵，各自分了帛遠的法體，帶回去起造佛塔或寺廟。
晉惠帝時，道士祭酒王浮則常與帛遠論爭佛教、道教邪正的道理，而王浮屢居下風，心起瞋恨，假托老子化胡，揚道抑佛，誣謗佛法。

## 譯經貢獻
1. 《菩薩逝經》一卷
2. 《菩薩修行經》一卷
3. 《佛般泥洹經》二卷
4. 《大愛道般泥洹經》一卷
5. 《賢者五福德經》一卷

## 註腳
1. 1 2  释, 僧祐.  . 维基文库. 南朝梁.卷十五
2. ↑  西晉時期，最著名的佛教學者是竺法護。至於安法欽、彊梁婁至等人分別在敦煌、洛陽、天水、長安、嵩山、陳留、淮陽、相州、廣州等地或翻譯經典，或弘傳教義，或從事其他佛教活動在洛陽有安法欽、法立、法炬，陳留（今河南省陳留縣）有無羅叉（一作無叉羅）、竺叔蘭，廣州有彊梁婁至，關中（今陝西省地方）有帛遠、聶承遠、聶道真、支法度、若羅嚴。參見:
3. ↑   . 维基文库.
4. ↑  參見道安評竺法護的《光贊》譯本：「言准天竺，事不加飾，悉則悉矣，而辭質勝文也。」這是說《光贊》純用直譯，文辭粗糙。評無羅叉、竺叔蘭的《放光》譯本：「言少事約，刪削復重，事事顯炳，然易觀也，而從約必有所遺。」
5. ↑   . 维基文库.
6. ↑  《六道集》卷4：「沙門帛遠……才思儁微，敏浪絕倫。誦經日八九千言。研味方等，妙入幽微。世俗墳索，多所該貫。」、《高僧傳》卷1：「祖才思俊徹，敏朗絕倫。誦經日八九千言。研味方等，妙入幽微。世俗墳素，多所該貫。乃於長安造築精舍，以講習為業。」
7. ↑  「老子化胡」之說，從後漢以來已開始了。如《後漢書.襄楷傳》說：「或言老子入夷狄为浮屠。”又《魏略.西戎傳》說：「浮屠所載與中國老子經相出入，蓋以為老子西出關，過西域，之天竺，教胡浮屠屬弟子，別號合有二十九。”王浮的《化胡經》，或即集前人的傳說而作的。

## 外部連結
1. 人名規範資料庫
2. 華人百科：帛遠
3. 佛光大辭典 （页面存档备份，存于）